# Dokken
Dokken — американская метал-группа, образованная в 1978 году в Лос-Анджелесе вокалистом Доном Доккеном. Группа сочетает в себе элементы хард-рока, хэви-метала и поп-музыки. Часто музыку группы причисляют к глэм-металу. Пик популярности группы пришелся на 80-е годы, а состав того времени называют "классическим". По всему миру было продано более 10 миллионов копий альбомов группы.
Состав Dokken часто менялся, неизменным участником оставался только основатель и вокалист группы Дон Доккен.
Группа добилась огромного коммерческого успеха в середине 80х годов, выпустив мультиплатиновые альбомы Tooth and Nail, Under Lock and Key, Back for the Attack и золотой Beast from the East, но из-за разногласий между вокалистом Доном Доккеном и гитаристом Джорджем Линчем группа распалась в 1989 году.

## Дискография
Студийные альбомы
- Breaking the Chains (1983)
- Tooth and Nail (1984)
- Under Lock and Key (1985)
- Back for the Attack (1987)
- Dysfunctional (1995)
- Shadowlife (1997)
- Erase the Slate (1999)
- Long Way Home (2002)
- Hell to Pay (2004)
- Lightning Strikes Again (2008)
- Broken Bones (2012)
- Heaven Comes Down (2023)

## Составы Dokken

### Текущий состав
- Дон Доккен (Don Dokken) — вокал, гитара (1978—1988, 1993 — настоящее время)
- Джон Левин (Jon Levin) — гитара (2003 — настоящее время)
- Барри Спаркс (Barry Sparks) — бас-гитара, бэк-вокал (2001 — настоящее время)
- Мик Браун (Mick Brown) — ударные, бэк-вокал (1981—1988, 1993 — настоящее время)

### Бывшие участники
- Грег Леон (Greg Leon) — гитара (1977—1979)
- Джордж Линч (George Lynch) — гитара (1981—1988, 1993—1997)
- Реб Бич (Reb Beach) — гитара (1998—2001)
- Джон Норум (John Norum) — гитара (1997, 2001—2002)
- Алекс Де Россо (Alex De Rosso) — гитара (2002—2003)
- Джефф Пилсон (Jeff Pilson) — бас-гитара, бэк-вокал, клавишные (1983—1988, 1993—2001)
- Хуан Круасье (Juan Croucier) — бас-гитара (1978—1982)
- Петер Балтес (Peter Baltes) — бас-гитара (1977—1978)
- Гари Холланд (Gary Holland) — ударные (1979)
- Грег Пека (Greg Pecka) — ударные (1978)
- Том Круасье (Tom Croucier) — бас-гитара (1980)
- Стив Берри (Steve Berry) — бас-гитара (1978)

### Концертные участники
- Микки Ди (Mikkey D) — бас-гитара (2001 Sweden Rock Festival)
- Джефф Таппен (Jeff Tappen) — бас-гитара
- Фрэнки Банали (Frankie Banali) — ударные (21.9. 2002)
- Адам Хэмилтон (Adam Hamilton) — бас-гитара (21.9. 2002)
- Грег Смит (Greg Smith) — бас-гитара (22.5. ~ 25.5. 2005)
- Шон Макнэбб (Sean McNabb) — бас-гитара (30.6. 2006)
- Крис Маккарвилл (Chris McCarvill) — бас-гитара (тур 2008 года)
- Джефф Мартин (Jeff Martin) — ударные (тур 2008 года)
- Бобби Маркс (Bobby Marks) — ударные (тур 2008 года)
- Вик «Викки» Фоккс (Vik «Vikki» Foxx) — ударные (август 2007)
- Би Джей Зампа (BJ Zampa) — ударные (тур 2008 года)
- Джордж Линч (George Lynch) — гитара ( тур 2021)